# Gornji kal
Gornji kal este o arie protejată (arie specială de conservare — SAC, sit de importanță comunitară — SCI) din Slovenia întinsă pe o suprafață de 18,5 ha, integral pe uscat.

## Localizare
Centrul sitului Gornji kal este situat la coordonatele 45°28′36″N 15°14′19″E / 45.4766°N 15.2386°E.

## Înființare
Situl Gornji kal a fost declarat sit de importanță comunitară în aprilie 2004 pentru a proteja 1 specie de animale. Situl a fost protejat și ca arie specială de conservare în februarie 2012.

## Biodiversitate
Situată în ecoregiunea continentală, aria protejată nu include niciun habitat protejat.
La baza desemnării sitului se află o specie protejată de  reptile: țestoasa de baltă (Emys orbicularis).